# تاتا موتورز
تاتا موتورز المحدودة شركة متعددة الجنسيات مقرها بومباي، الهند تتبع مجموعة تاتا وتعدّ أكبر مصنّع للسيارات الشخصية والسيارات التجارية في الهند، كما أنها تحتل بحسب إحصائيات جمعية تحسين المحاصيل الزراعية العضوية للعام 2006 المرتبة العشرين كأكبر مصنّع للسيارات التجارية في العالم.
بداية الشركة كانت عام 1945 في إنتاج القاطرات قبل أن تبدأ في العام 1954 وبالتعاون مع شركة ديملر بنز بإنتاج السيارات التجارية والتي أنجزت في العام 1969.
تم إدراج شركة تاتا في بورصة نيويورك للأوراق المالية في العام 2004 وفي العام 2005 كانت واحدة من أكبر 10 شركات تجارية في الهند.
في العام 2004 اشترت وحدة إنتاج الشاحنات في شركة دايو وأصبح اسمها تاتا دايو للسيارات التجارية. , وهيا تملك حاليا عدة ماركات عالمية مثل جاكوار وروفر .

## وصلات خارجية
- الموقع الرسمي